# Beffroi vision
 (décembre 2008).
Si vous disposez d'ouvrages ou d'articles de référence ou si vous connaissez des sites web de qualité traitant du thème abordé ici, merci de compléter l'article en donnant les références utiles à sa vérifiabilité et en les liant à la section « Notes et références ».
Beffroi vision est une chaîne de télévision locale, installée au Cateau-Cambrésis et diffusée sur le câble.

## Concept
Beffroi vision diffuse tous les jours 24h/24h, en boucle, un programme composé de pages infographiques et de reportages vidéo.  Beffroi-Vision c'est un  journal local, un magazine et une page sports.
Son ambition : chaque semaine 1 émission de 1h30 sur l'actualité locale.
Infographie : Annonce des manifestations, informations pratiques, offres d'emploi et formations, petites annonces, les films à l'affiche du Select, une sélection de livres disponibles à la médiathèque, les résultats sportifs.

## Historique
Beffroi-Vision fut créée le 31 décembre 1986 par des bénévoles passionnés.

## Rubriques
Le magazine (30')  Le magazine hebdomadaire s'intéresse à tous les modes d'expression, de vie et de création locale: art, musique, sport, actualité, vie quotidienne, économie, loisirs   etc.
Le journal (45') Chaque semaine, les téléspectateurs du réseau câblé du Cateau-Cambrésis ont rendez-vous avec l'information de leur ville. 
Beffroi vision leur propose en effet son journal hebdomadaire et constamment. Un journal qui se veut proche de ce qui fait la vie, au jour le jour, de ses téléspectateurs.
La page sports (15') Retrouvez l'affiche sportive du week-end, décryptée par André Biangou notre présentateur sportif. Analyses et commentaires pour mieux comprendre les victoires et les défaites.